# 盧卡 (涅米羅夫區)
49°1′0″N 28°43′2″E / 49.01667°N 28.71722°E
盧卡（烏克蘭語：Лука），是烏克蘭西南部的村莊，隸屬文尼察州的文尼察區。該村面積3.23平方公里，海拔高度290米，2001年人口367，人口密度每平方公里113.76人。